# Polioxometalato

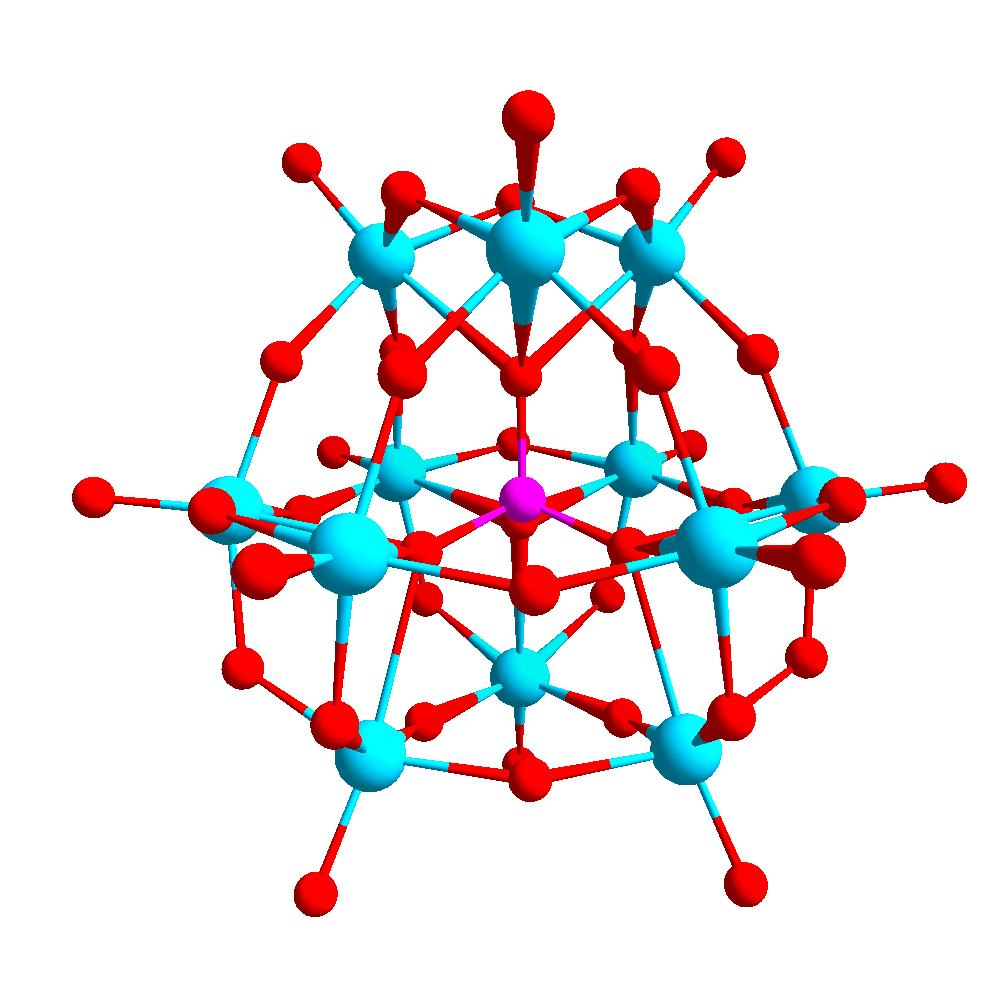
O anião fosfotungstato, um exemplo de um polioxometalato

Na química, um polioxometalato (abreviatura POM) é um ião poliatómico, geralmente um anião, que consiste em três ou mais oxianiões de metais de transição ligados entre si por átomos de oxigénio partilhados, formando uma grande estrutura tridimensional fechada.
Os átomos metálicos são usualmente metais de transição do grupo 5 ou do grupo 6 nos seus estado de oxidação altos. Neste estado, a sua configuração eletrónica é d0 or d1. Exemplos incluem vanádio(V), nióbio(V), tântalo(V), molibdénio(VI), e tungsténio(VI).
A estrutura dos oxianiões dos metais de transição pode encerrar um ou mais átomos hetero como fósforo ou silício, partilhando eles mesmos átomos de oxigénio vizinhos com a estrutura. Por exemplo, o anião fosfotungstato [PW12O40]3− consiste de uma estrutura de doze oxianiões octaédricos de tungsténio que rodeiam um grupo central de fosfato.

## História
O primeiro exemplo de um composto de polioxometalato foi o fosfomolibdato de amônio, contendo o anião [PMo12O40]3−, descoberto em 1826. Este anião tem a mesma estrutura que o anião fosfotungstato, cuja estrutura foi determinada em 1934. Esta estrutura é chamada estrutura de Keggin, o nome do seu descobridor.
Após esta descoberta, foram descobertas outras estruturas fundamentais como o íon Wells-Dawson, e a sua química e aplicações foram determinadas.
Novos desenvolvimentos recentes incluem a descoberta de grandes polioxometalatos altamente simétricos como os aniões de azul de molibdênio com forma de roda e os kepleratos esféricos, numerosos materiais orgânicos/inorgânicos híbridos que contêm núcleos de POM, novas aplicações potenciais baseadas em propriedades magnéticas e óticas invulgares de alguns POM's, e potenciais aplicações médicas como antitumorais e antivirais.

## Estrutura
Alguns tipos estruturais são encontrados em muitos compostos diferentes. O primeiro exemplo conhecido foi o ião de Keggin, cuja estrutura se determinou ser comum aos molibdatos e tungstatos com átomos hetero centrais diferentes. Exemplos de algumas estruturas de polioxometalato fundamentais são mostrados abaixo. O ião de Lindqvist é um iso-polioxometalato, os outros três são hetero-polioxometalatos. As estruturas de Keggin e Dawson têm átomos hetero coordenados tetraedricamente, como fósforo ou silício, e a estrutura de Anderson tem um átomo central octaédrico, como o alumínio.
| Hexamolibdato                        | Anião decavanadato                  | Dodecatungstato                        | Grande isopolimolibdato               |
| Hexamolibdato de Lindqvist, Mo6O192- | Decavanadato, V10O286−              | Paratungstato B, H2M12O4210−           | Mo36-polimolibdato, Mo36O112(H2O)168− |
| Hexamolibdato                        | Estrutura do anião fosfotungstato   | Ião de Dawson                          |                                       |
| Estrutura de Strandberg, HP2Mo5O234- | Estrutura de Keggin, XM12O40n-      | Estrutura de Dawson, X2M18O62n−        |                                       |
| Ião de Anderson                      | Ião de Allman-Waugh                 | Polioxometalato de Weakley-Yamase      | Polioxometalato de Dexter             |
| Estrutura de Anderson, XM6O24n−      | Estrutura de Allman-Waugh, XM9O32n− | Estrutura de Weakley-Yamase, XM10O36n− | Estrutura de Dexter, XM12O42n−        |

### Estrutura
Os átomos metálicos que constituem a estrutura, chamados átomos adendos, são tipicamente molibdénio, tungsténio, e vanádio. Quando estão presentes mais do que um elemento o agrupamento é chamado agrupamento de adendo misto.
Os ligandos coordenados com os átomos metálicos que no seu conjunto formam a estrutura em ponte são geralmente iões óxido, mas outros elementos, como o enxofre e o bromo podem substituir alguns dos iões óxido. Um POM com substituição de enxofre é chamado polioxotiometalato. Foi atestada a ocorrência de outros ligandos como grupos nitrosila e alcóxi.
Os blocos elementares da estrutura típicos são unidades poliédricas, com 4, 5, 6 ou 7 centros metálicos coordenados. Estas unidades partilham arestas e/ou vértices, ou, menos comum, faces (como no ião CeMo12O428−, que tem octaedros que partilham faces com átomos de molibdénio nos vértices de um icosaedro).
A unidade mais comum nos polimolibdatos é a unidade octaédrica MoO6, frequentemente distorcida por o átomo de molibdénio estar descentrado para formar uma ligação Mo-O mais curta. Alguns polimolibdatos contêm unidades bipiramidais pentagonais; estas são os prováveis blocos elementares nos azuis de molibdénio.

### Átomoshetero

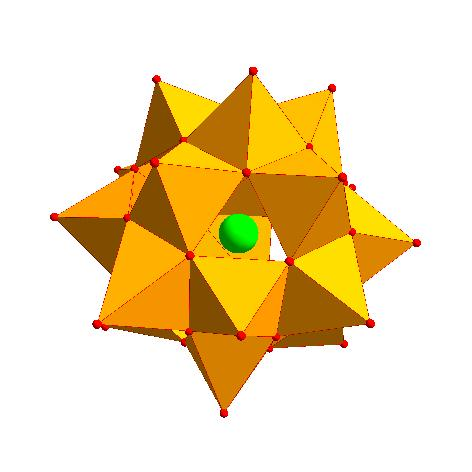
Gaiola de H_{4}V_{18}O_{42} contendo um ião Cl^{−}

Os átomos hetero estão presentes em muitos polioxometalatos. Muitos elementos diferentes podem atuar como átomos hetero, com vários números de coordenação:
- coordenação 4 (tetraédrica) nas estruturas de Keggin, Dawson e Lindqvist (e. g., PO4, SiO4, AsO4)

- coordenação 6 (octaédrica) na estrutura de Anderson (e. g., Al(OH)6, TeO6)

- coordenação 8 (antiprisma quadrado) em ((CeO8)W10O28)8−

- coordenação 12 (icosaédrica) em (UO12)Mo12O30 8−

O átomo hetero pode estar situado no centro do anião, como na estrutura de Keggin, ou no centro de um fragmento estrutural, como os dois átomos de fósforo no ião de Dawson, que são centrais relativamente aos seus dois fragmentos simétricos.
Os polioxometalatos apresentam semelhanças com as estruturas dos clatratos. O ião de Keggin, por exemplo, pode ser formulado como 
PO43-@M12O36, e o de Dawson como 
(XO42-)2@M18O54.[carece de fontes?] A notação @ denota o encerramento físico do lado esquerdo no lado direito.
São conhecidas algumas estruturas em gaiola que podem conter outros iões. Por exemplo, a gaiola de vanadato V18O42 pode encerrar um ião Cl− Esta estrutura tem unidades piramidais quadradas de vanádio com coordenação 5 ligadas umas às outras.

### Isomerismo
O isomerismo estrutural é comum nos POM's. Por exemplo, a estrutura de Keggin tem cinco isómeros, os quais são obtidos rodando (conceptualmente) uma ou mais das quatro unidades M3O13 até 60°.
| α-XM12O40n-  | β-XM12O40n-  | γ-XM12O40n-  | δ-XM12O40n-   | ε-XM12O40n-     |
| ------------ | ------------ | ------------ | ------------- | --------------- |
| isómero alfa | isómero beta | isómero gama | isómero delta | isómero épsilon |

### Estruturas lacunares
A estrutura de alguns POM's deriva da estrutura de um POM maior por remoção de um ou mais átomos adendos e dos seus iões óxido correspondentes, produzindo uma estrutura defeituosa chamada estrutura lacunar. Um exemplo de um composto com estrutura de Dawson lacunar é As2W15O56.

### Polioxometalatos fora dos metais dos grupos 5 e 6
São conhecidos polioxometalatos com átomos adendos que não pertencem aos metais de transição dos grupos 5 e 6. Exemplos incluem os dodecatitanatos Ti12O16(OPri)16 (em que OPri representa um grupo alcóxi) e os oxoalcoxometalatos de ferro. Estas estruturas também são categorizadas como POM's, e são conhecidas como polioxoalcoxometalatos devido à presença dos grupos alcóxi.

## Propriedades e aplicações
As enormes variações de tamanho, estrutura e composição elementar dos polioxometalatos conhecidos leva a uma grande variedade de propriedades diferentes.
Os iões de Keggin são bem conhecidos por serem termicamente estáveis e serem reduzidos reversivelmente ao aceitarem elétrons. Tal propriedade os torna úteis como catalisadores de várias reações orgânicas.
Alguns POM's exibem luminescência.
Existem relatos sobre o papel de interações fracas ou não-ligantes na engenharia cristalina dos polioxometalatos híbridos.
Cápsulas nanoporosas esféricas à base de polioxomolibdato de diferentes tipos contendo mais de 100 átomos metálicos relatadas por Achim Müller e o seu grupo têm propriedades versáteis únicas no que concerne à sua montagem em vesículas e à química que pode ser feita no interior dos poros e cavidades. Um ião de Lindqvist discreto da forma W6O192− foi visualizado com sucesso pela primeira vez recentemente no interior de um capilar de nanotubo de carbono após o encerramento estérico do anião no túbulo. Foi demonstrada a relaxação in situ do anião no seu plano equatorial.
Algumas estruturas contendo metais de transição com eletrões desemparelhados têm propriedades magnéticas invulgares e estão a ser investigadas como possíveis dispositivos de armazenamento de nanocomputadores (ver bit quântico).
Foram relatadas algumas potenciais aplicações "verdes", como um processo de branqueamento de polpa de celulose sem cloro e um método de descontaminação da água.
Têm sido relatadas muitas potenciais aplicações medicinais, como tratamentos antitumorais e antivirais.